# Hr.Ms. Tonijn (1966)
Hr.Ms. Tonijn (S805) was een Nederlandse onderzeeboot van de Potvisklasse. De onderzeeboot werd in 1962 gebouwd door de Schiedamse scheepswerf Wilton-Fijenoord.
De Tonijn is een driecilinder-onderzeeboot van de Potvisklasse. Deze klasse vormde tussen 1960 en 1991 de kern van de Nederlandse onderzeedienst. De Tonijn heeft tussen 1966 en 1991 vele eskaderreizen gemaakt en operationele missies uitgevoerd. Tijdens de vermissing van de Walrus op 16 december 1968 was de Tonijn een van de onderzeeboten die zocht naar de Walrus.
De Nederlander ingenieur M.F. Gunning ontwikkelde het driecilinder-principe voor onderzeeboten; met deze constructie verbeterde de stabiliteit en kon er dieper worden gedoken dan vergelijkbare onderzeeboten uit die tijd. De boot is 78 meter lang en telde een bemanning van 67 personen.

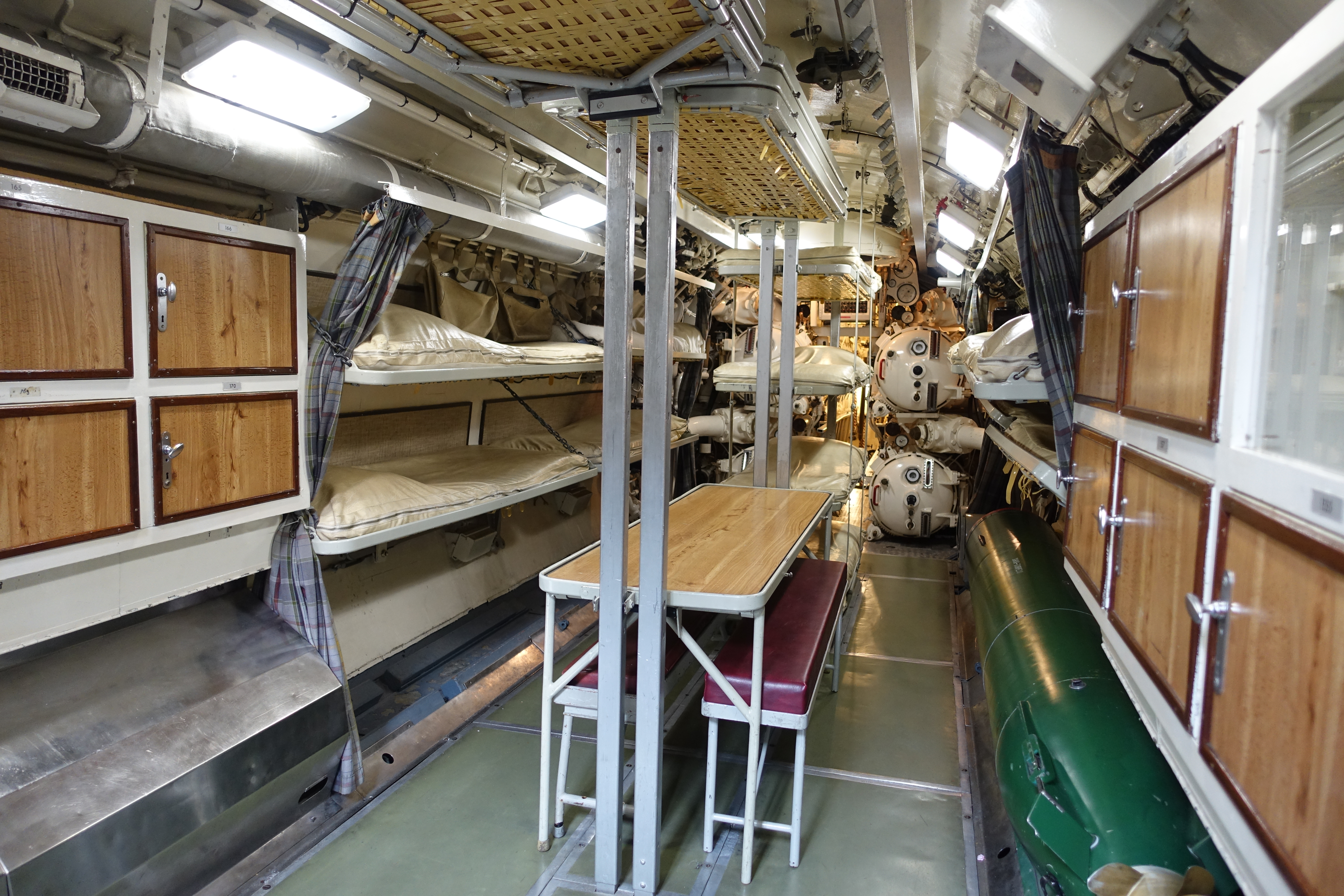
Kasten, bedden, rechts onder een torpedo, en achterin de lanceerinstallatie voor 4 torpedo's

Na de uitdienstname van de Tonijn werd het schip als museumschip door het Marinemuseum in Den Helder gebruikt. Sinds 1994 is de Tonijn als museumschip toegankelijk voor het publiek.

## Externe link

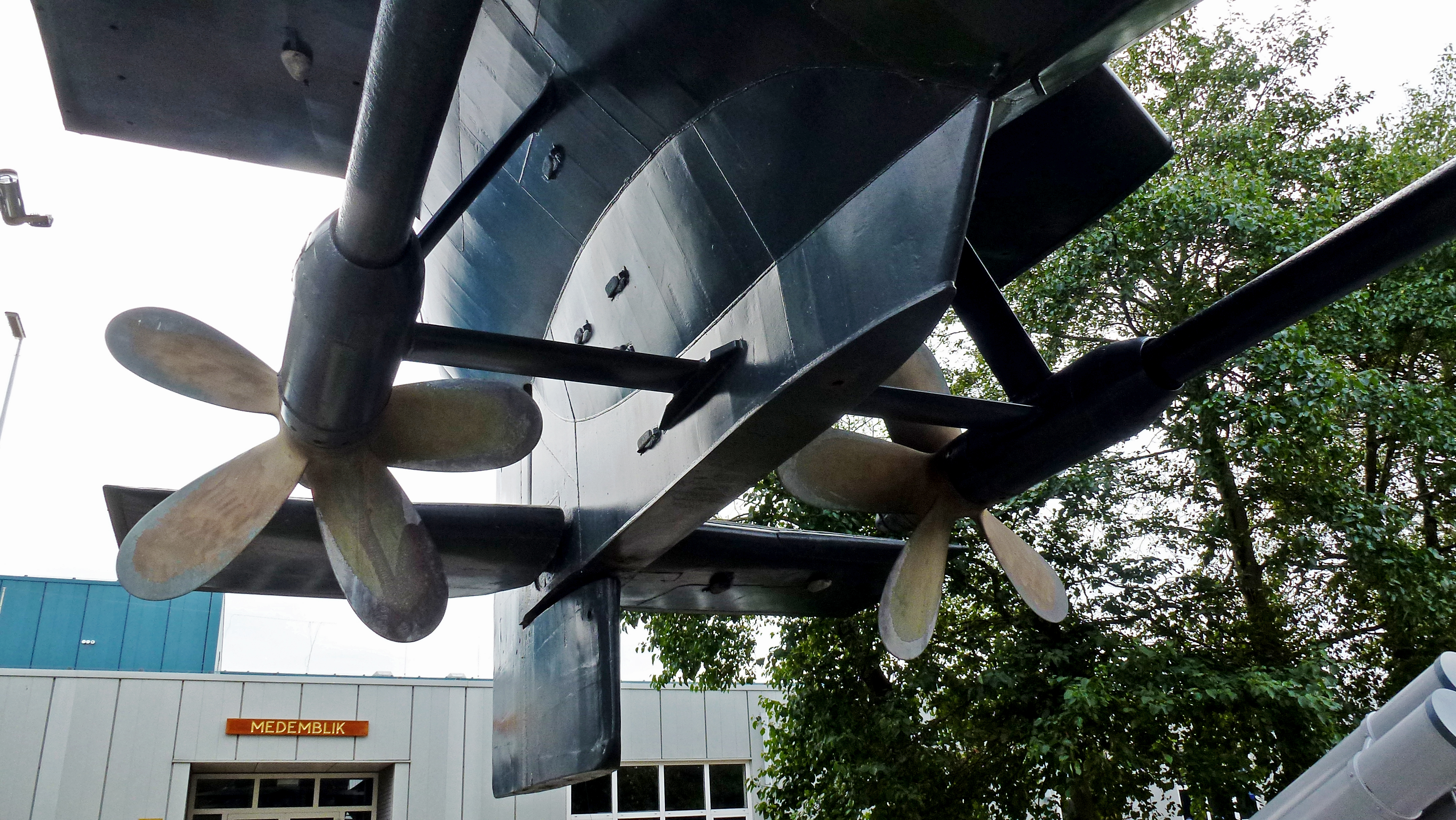
Dubbelschroever, onderzeeboot Tonijn